# Sergio Rico
Sergio Rico González (n. 1 septembrie 1993, Sevilla, Andaluzia, Spania) este un fotbalist spaniol, care joacă pe post de portar la Al-Gharafa în Qatar Stars League. Pe plan internațional, are prezențe la națională pentru Spania.

## Statistici
| Club              | Sezon        | Divizie        | Campionat | Campionat | Cupă    | Cupă   | Europa  | Europa | Altele  | Altele | Total   | Total  |
| Club              | Sezon        | Divizie        | Meciuri   | Goluri    | Meciuri | Goluri | Meciuri | Goluri | Meciuri | Goluri | Meciuri | Goluri |
| ----------------- | ------------ | -------------- | --------- | --------- | ------- | ------ | ------- | ------ | ------- | ------ | ------- | ------ |
| Sevilla           | 2014–15      | La Liga        | 21        | 0         | 5       | 0      | 11      | 0      | 0       | 0      | 37      | 0      |
| Sevilla           | 2015–16      | La Liga        | 34        | 0         | 5       | 0      | 6       | 0      | 0       | 0      | 45      | 0      |
| Sevilla           | 2016–17      | La Liga        | 35        | 0         | 1       | 0      | 8       | 0      | 3       | 0      | 47      | 0      |
| Sevilla           | 2017–18      | La Liga        | 24        | 0         | 6       | 0      | 10      | 0      | 0       | 0      | 40      | 0      |
| Sevilla           | 2018–19      | La Liga        | 0         | 0         | 0       | 0      | 1       | 0      | 0       | 0      | 1       | 0      |
| Sevilla           | Total        | Total          | 114       | 0         | 17      | 0      | 36      | 0      | 3       | 0      | 170     | 0      |
| Fulham (împrumut) | 2018–19      | Premier League | 29        | 0         | 0       | 0      | 0       | 0      | 3       | 0      | 32      | 0      |
| Total             | Total        | Total          | 29        | 0         | 0       | 0      | 0       | 0      | 3       | 0      | 32      | 0      |
| Sevilla           | 2019–20      | La Liga        | 0         | 0         | 0       | 0      | 0       | 0      | 0       | 0      | 0       | 0      |
| Sevilla           | Total        | Total          | 0         | 0         | 0       | 0      | 0       | 0      | 0       | 0      | 0       | 0      |
| Career total      | Career total | Career total   | 143       | 0         | 17      | 0      | 36      | 0      | 6       | 0      | 202     | 0      |

## Palmares
Sevilla
- UEFA Europa League: 2014–15, 2015–16